# Tlaxcala
Tlaxcala szövetségi állam Mexikóban, az ország központi részén. Szomszédos szövetségi államok: Hidalgo, México, és mindenekelőtt Puebla, amely majdnem teljesen körbeöleli. Bár lakosságát tekintve (1,2 millió fő) nem, de területét (3991 km²) tekintve a legkisebb mexikói tagállam. Fővárosa Tlaxcala de Xicohténcatl.

## Földrajz
Tlaxcala területe a Vulkáni-kereszthegységhez tartozik. Legmagasabb csúcsai: Malinche (4420 m), Cerro El Huilotepec (3500 m), Cerro Huilapitzo (3500 m), Cerro San Gabriel (3340 m), Cerro Huintetépetl (3220 m), Cerro Tlacoxolo (3080 m), Cerro San Nicolás (3020 m), Cuatlapanga (2900 m), Cerro Soltepec (2860 m).

## Története
A spanyolok megérkezése előtt Tlaxcala független állam volt, amely folyamatosan háborúzott az aztékokkal. Az úgynevezett „virágháborúk” során, amelyet az aztékok a szomszédaik ellen folytattak, mindkét fél lehetőleg minél több hadifoglyot szeretett volna ejteni, hogy azokból aztán áldozat legyen. A földrajzilag legközelebb eső szomszédok, a tlaxkaltékok, természetesen leginkább ki voltak téve ennek a veszélynek, ezért nem meglepő, hogy néhány kisebb csata után a tlaxkaltékok a spanyolokat tárt karokkal fogadták, sőt vendégül látták. A törzsnek döntő szerepe volt Tenochtitlán meghódításában és a háborút leginkább ők küzdötték meg a spanyoloknak. Egyedül a törzsfőnök fia Xicohténcatl tagadta meg az engedelmeskedést apja és más főemberek parancsainak. Mikor már lázadást akart szervezni, Hernán Cortés foglyul ejtette és felakasztatta.

## Népesség
Ahogy egész Mexikóban, a népesség növekedése Tlaxcala államban is gyors, ezt szemlélteti az alábbi táblázat:
| Év   | Lakosság  |
| ---- | --------- |
| 1990 | 761 277   |
| 1995 | 883 924   |
| 2000 | 962 646   |
| 2005 | 1 068 207 |
| 2010 | 1 169 936 |

## Turizmus, látnivalók
Az állam egyik leghíresebb rendezvénye az 1953 óta évente tartott bikafuttatás Huamantla városában, az úgynevezett Huamantlada. A nézők az utcák szélén kialakított elkerített területekről bármikor beugorhatnak a szabadon engedett 10-30 bika közé, ingerelhetik őket és menekülhetnek előlük. Minden évben sokan megsebesülnek, néha halálos áldozatok is vannak.